# Joan Ferrer Vallbona
Joan Ferrer Vallbona (Santa Coloma de Queralt, 2 de maig de 1925 – 11 de juliol de 2022), també conegut com a Queraltó, va ser un pintor autodidacte.
Entre 1940 i 1943 estudia enginyeria tèxtil a l'Escola Industrial de Sabadell. La proximitat amb Barcelona li permet visitar exposicions artístiques. El servei militar, que compleix a Barcelona, l’obliga a tornar a abandonar la seva vila nadiua (1946). A la petita fàbrica tèxtil del seu pare -amb el qual treballaran junts uns quants anys- durà a terme l’ofici de teixidor fins al moment de jubilar-se, compatibilitzant la feina amb l’afició i el conreu de la pintura. Tot i ser autodidacte, desenvoluparà un estil propi i singular, alhora que molt divers.

## Descripció de la producció pictòrica (1945-2010)
Tècnica
A Joan Ferrer i Vallbona, l’artista i l’entorn (Associació Cultural Baixa Segarra, 2011), Joan Sendra Mestre va catalogar 510 teles de Ferrer Vallbona. La gran majoria dels quadres són pintats en oli sobre tela (414). Altres tècniques que utilitza són l’oli sobre fusta (29), la tècnica mixta (29) i l’aquarel·la. De manera residual, Ferrer Vallbona també va experimentar amb la pintura acrílica, el collage, el dibuix, les ceres i pigments i el pastel.
Cronologia

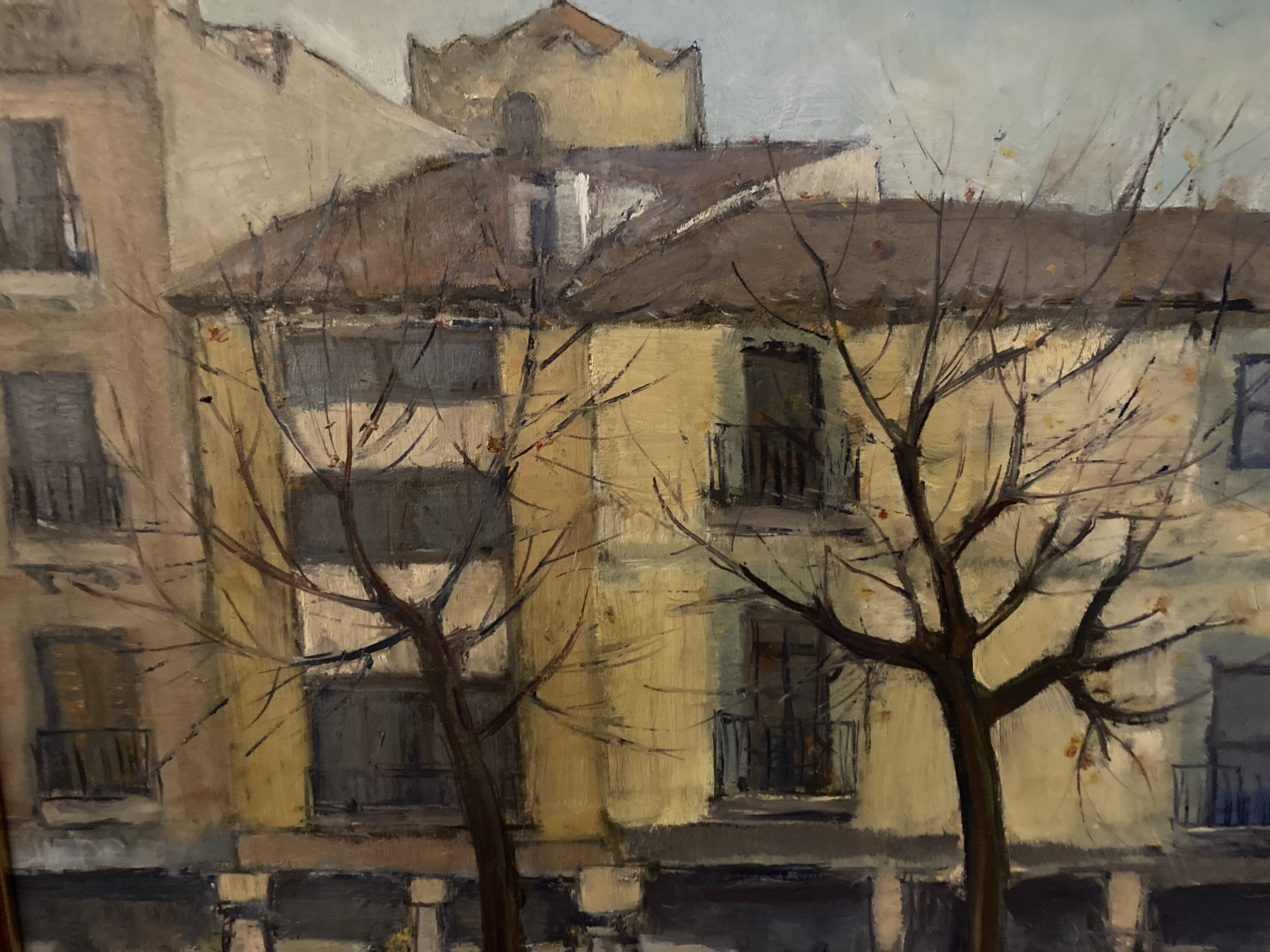
Façanes de la plaça Major de Santa Coloma de Queralt (1982). Oli sobre tela.

De finals de la dècada dels cinquanta se li coneixen cinc obres paisatgístiques i des de mitjans de la dècada dels seixanta comença a pintar assíduament. Des de 1965 a 2008 presenta les seves composicions en seixanta-nou exposicions a Santa Coloma de Queralt; des de 1970, cada any presenta els seus quadres en almenys una exposició. Cal esmentar la mostra que es va presentar a la Diputació de Tarragona amb motiu de la publicació de l’estudi sobre la seva obra.
Un gruix considerable de les obres de Ferrer Vallbona no estan titulades. En 189 casos, també es desconeix l'any de la composició. Per dècades, la seva producció datada -fins a 2010- és la següent:
- 1940-49 (2)
- 1950-59 (5)
- 1960-69 (7)
- 1970-79 (53)
- 1980-89 (48)
- 1990-99 (90)
- 2000-2010 (116)

Contingut

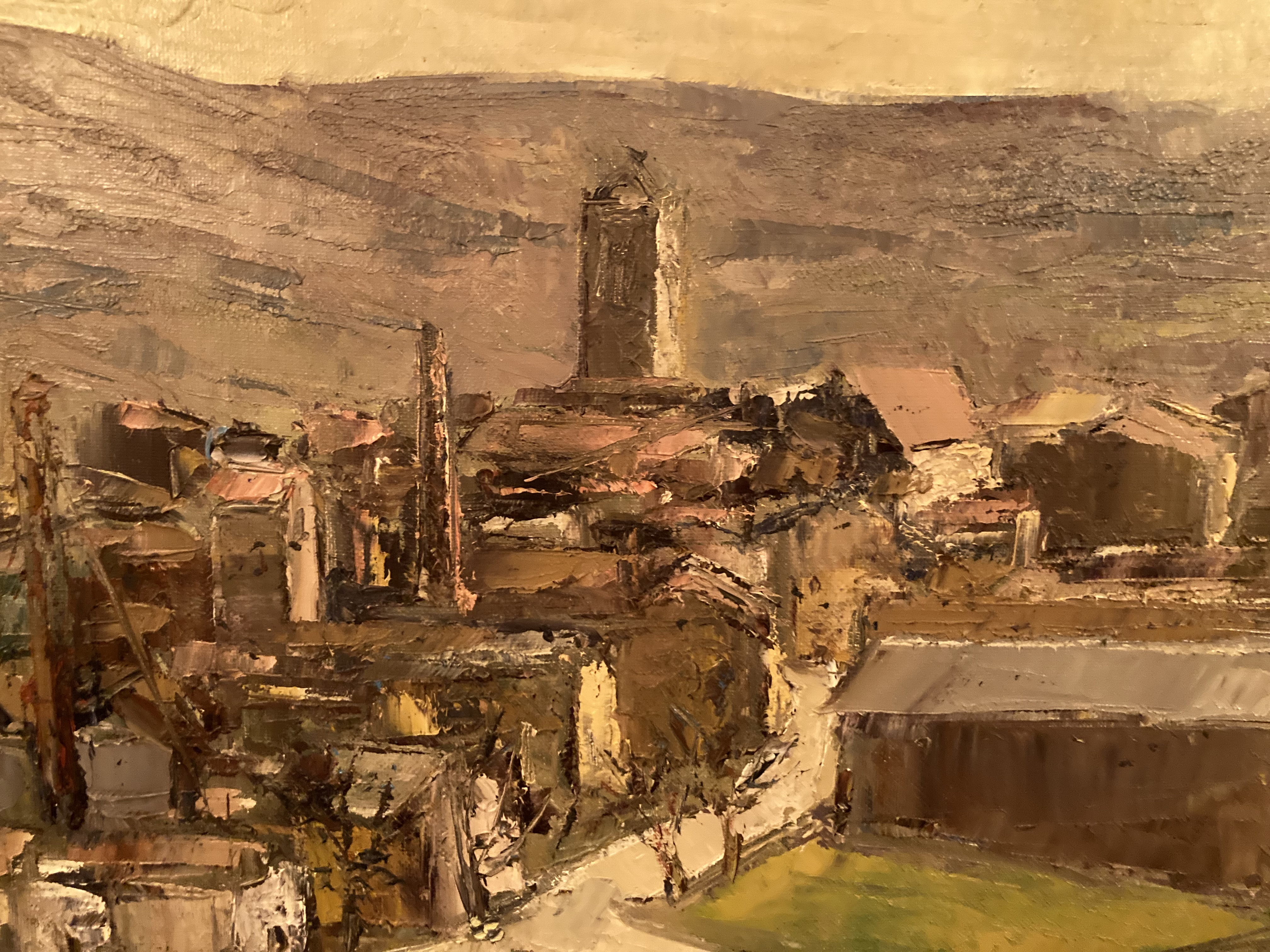
Representació de Santa Coloma de Queralt (1982). Oli sobre tela.

Joan Ferrer Vallbona, especialitzat en pintura de paisatge, és l’artista més prolífic de la Baixa Segarra a la segona meitat del segle XX i principis del segle XXI. Confecciona 168 quadres ambientats a Santa Coloma de Queralt, i una dotzena de representacions de Santa Perpètua de Gaià i de la muntanya de Sant Miquel respectivament. També pinta una sèrie de teles d’Aguiló (7) i Sant Gallard (5). Altres poblacions i indrets de la Baixa Segarra que motiven les seves composicions són Conesa, Les Piles, Llorac, Guialmons, Pontils, Santa Fe, Seguer, Vallespinosa, La Cirera, Bellprat, Biure de Gaià, Les Roques d’Aguiló, Montalegre, Montargull, Figuerola, Sant Magí de la Brufaganya, el Castell de Queralt i nombrosos paisatges no identificats però ben característics del territori.
Més enllà del seu entorn immediat, també pinta escenes de Sitges, Tossa de Mar, Port de Llançà, El Montsec, Valldecerves, Osor, Pics de Ratera o Alcúdia.
A més de la pintura paisatgística, Ferrer Vallbona també va fer quaranta-nou composicions abstractes o informalistes, que segons el biògraf Joan Sendra estaven vinculades o inspirades en “el paisatge de la seva fàbrica i els seus telers”.